# Prezid
Prezid je malo mjesto koje graniči sa Slovenijom. Sa svojim zaseocima Zbitkama, Kozjim Vrhom, Kranjcima, Lautarima, Bazlima, Tajčarima, Runcem i Milanovim Vrhom. 

## Zemljopis
Smjestio se na krajnjem sjeverozapadu Gorskog kotara i općine Čabar. Predjeli oko Prezida spadaju u visoko gorje s nadmorskom visinom od 760 – 1204 metara. Jugozapadno od Prezida uzdiže se planina Snežnik, slovenska ljepotica, s nadmorskom visinom od 1796 metara. Prezid se proširio po prostranoj planinskoj kotlini smještenoj na 765 metara nadmorske visine.
Područje oko Prezida tipično je krško, a to bi se moglo reći i za čitav šumoviti dio čabarske općine.
Smatra se da je u davnini ispod Kozjeg Vrha bio izvor velike Notranjske rijeke koja je tekla u smjeru sjeverozapada po prezidanskoj kotlini, preko Babnog Polja prema Loškoj dolini. Zbog poroznog krškog terena sada je ostalo nekoliko nestalnih potočića koji poniru. Tako je i potok Trbuhovica presušio. Ranije je bujao iz spilje Trbuhovica i na svom putu okretao četiri mlina.
Speleolozi Jamarske sekcije "željezničara" iz Ljubljane istraživali su 1972. godine ovo područje i ustanovili da oko Prezida postoji 8 jama, a Berišček je najdublja među njima (duboka 155 metara).
Govoreći o prirodnim znamenitostima okolice Prezida, mora se spomenuti jela- "kraljica šuma" u Praprotnoj dragi. To je bila jela koja je rasla s dva vrha, a koja je privukla pažnju ljubitelja i istraživača pažnje svojim izuzetnim opsegom. Obujam njezinog debla na 130 cm od tla iznosi 545 cm, a promjer 170 cm. Volumen njenog debla do 4 m visine iznosi 8,4 m kubna. Zbog zuba vremena koji joj je jako naštetio morala je biti srušena ali njeno deblo se još može vidjeti u Praprotnoj dragi.

## Stanovništvo
| broj stanovnika | 1017  | 1207  | 1083  | 1186  | 1143  | 1210  | 931   | 1024  | 977   | 917   | 927   | 963   | 1000  | 1021  | 877   | 740   | 648   |
|                 | 1857. | 1869. | 1880. | 1890. | 1900. | 1910. | 1921. | 1931. | 1948. | 1953. | 1961. | 1971. | 1981. | 1991. | 2001. | 2011. | 2021. |

## Povijest
Starih povijesnih izvora o prošlosti današnje općine Čabar ima malo. Ipak postoje predmeti i zapisi koji dozvoljavaju naslućivanje da su se određena zbivanja događala na ovom području čak već u vremenu prije nove ere.
Najstarija takva nalazišta otkrivena su upravo u okolici Prezida. Impresivno je istraživanje jednog od ostataka starog Rimskog zida (limes) sjeverno od Prezida, u području zvanog Vražji vrtec, na visini od 904 metra nadmorske visine. Tamo su 1980. godine pronađeni mnogi ostatci razbijenih glinenih posuda za koje su slovenski znanstvenici 1981. godine ekspertizom ustvrdili da pripadaju vremenu između 900. i 500. godine prije Krista.
Pronađena je i relativno mala konjska potkova koju slovenski arheolozi svrstavaju u razdoblje 400. godine pr. Kr. i pripisuju je Rimljanima.
Rimski zid tzv. Limes (Claustra Alpium Iuliarum), koji se protezao od Trsatske gradine do Prezida, a možda i dalje do Nanosa u Sloveniji, kako povjesničar Hasquet navodi 1778. godine, vrlo je interesantan trag kome se sigurno pridaje i premalo pažnje jer govori da je već u najstarije vrijeme u ovom području boravio čovjek. Putopisac D. Hirc u svojoj knjizi “Gorski kotar” napisao je: “Pada naročito u oči u klancima, gudurama i ponikvama, a možda je tu i tamo imao vrata jer ima poviše Grobničkog polja u planini jedno mjesto koje i danas narod zove Željezna vrata. Jedni misle da je ovaj ogromni zid branio Liburne od ratobornih Japoda, drugi hoće da je dijelio Istočno Rimsko Carstvo od Zapadnog, dočim Hasquet tvrdi da su ga Rimljani podigli protiv Ilirima. Bilo kako mu drago mjesto prezid dobilo je ime od njega.”
Knezovi Zrinski i Frankopan organizirano su potaknuli život u ovim krajevima, a naročito nakon 1649. godine, kada su svi posjedi u Gorskom kotaru i Vinodolu pripali Petru Zrinskom. Godina 1671. donijela je tuđinsku vlast u Gorski kotar i druge krajeve naše domovine. Poslije smaknuća Petra Zrinskog i Frana Krste Frankopana 30. travnja 1671. godine njihove posjede prigrabili su austrijski dvor i mađarski feudalci s novim nametima i novim oblicima vlasti koje su Gorani osjetili kao novo teško doba.
Različiti zapisi govore da je prva privatna škola u čabarskom kraju organizirana u Prezidu. Zaključkom biskupskog sinoda u Zagrebu 1669. godine, svećenici su bili dužni podučavati djecu ili izdržavati učitelja.
1807. godine utemeljena je župa u Prezidu. Do tada su u njemu službovali kapelani koji su potpadali pod čabarsku župu.
Od 1809. do 1813. godine područje gorskog kotara pa tako i Prezid bili su u sastavu Ilirske provincije pod Napoleonovom vlašću. 1816. godine Gorski kotar se nalazi u Kraljevini Iliriji sa sjedištem u Trstu.
Hrvatsko i ugarsko plemstvo bunilo se protiv dijeljenja hrvatske zemlje pa je 1882. godine čabarsko područje ponovno pripalo Hrvatskoj.
Sačuvana je crkvena knjiga “Status Animarum” Prezida (popis stanovnika župe Prezid). U tom dokumentu na latinskom jeziku, na pojedinoj stranici upisani su svi članovi jedne obitelji s datumom rođenja i stupnjem srodstva. Upisani su svi stanovnici rođeni do 1830. godine. Nalazimo prezimena: Kovač, Ožbolt, Pavlin, Šebalj, Žagar i dr.
U okviru zavičajne zbirke Prezid čuvaju se podaci koji govore da je tridesetih godina 19. stoljeća u Prezidu sagrađena prva pilana. Vlasnik je bio Antun Velosta iz Lubljane. Pilanu je kasnije kupila porodica Vilhar – Aleksandar Vilhar i njegov sin Ščitomir Vilhar(12.02.1840 - 10.06.1904.).
Parna pilana u prezidu iz 1847/48. godine prva je u Gorskom kotaru i među prvima u Hrvatskoj.
Pilana u Prezidu s obzirom na trgovinu, bila je na dosta dobrom mjestu, a interes za njene proizvode porastao je izgradnjom željezničke pruge Ljubljana – Trst 1857. godine.
Prezid nema naglašene prirodne granice prema Sloveniji. Postoje dokazi u starim župnim matičnim knjigama da se Prezid u 18. stoljeću nazivao Babino Polje (Altenbabenfeld), a današnje Babno Polje zvalo se Loško Polje (Campo Laasensis ili Neubabenfeld). Vrlo je vjerojatno da je područje Prezida bilo već dosta naseljeno u 15. stoljeću, jer susjedno Babno Polje, govori o naseljenosti svog područja već u 1403. godini. Prvobitno Babno Polje su spalili Turci 1528. godine. 
Za Prezid je od izuzetne važnosti i njegovo dobrovoljno vatrogasno društvo kojeg su 21. svibnja 1886. godine osnovali: Ščitomir Vilhar (predsjednik), Ferdo Varlaj, Anton Švigel, Rade Vlašić, Josip Klepac. Prezidanski svećenik Franjo Poš je bio član Okrajnega (općinskoga) odbora Osvobodilne fronte za Prezid, tijekom listopada 1941. godine.

## Obrazovanje
U zavičajnoj zbirci Prezid postoje podaci koji govore da je župnik Pavao Koliman, rodom iz Selca u Primorju, prvi uveo u prezidu župničku školu, 1777. godine. Pohađalo ju je do 10 učenika, a obuka se vršila samo u toku zimskih mjeseci. Školu je od 1874. – 1922. godine uzdržavala općina Prezid iz prihoda općinske potrošarine na piće i meso.
Zapisi govore da je prva privatna škola u Gorskom kotaru organizirana u Prezidu u 18. stoljeću. Obuka se vršila u početku u privatnim kućama, u lošim i skromnim uvjetima, i nastavu je vršio mjesni župnik.
Godine 1858. Prezidanski župnik Antun Žagar sagradio je kuću na potoku za školu.
Prezid s okolicom je tada imao oko 1600 stanovnika. Na mjestu današnje ambulante 1879. godine otkupljena je zgrada tzv. mitnica koja je služila za održavanje redovite školske nastave sve do izgradnje nove škole 1968. godine.
Godine 1977. srušena je stara škola koja više nije odoljela vremenu i na njenom mjestu postavljen je kamen temeljac za novu ambulantu.
Sadašnja škola nalazi se bliže centu mjesta, zapadno od Crkve svetog Vida. Prvotno ime joj je bilo OŠ Ivan Janeš, po dječaku kojega su strijeljali Nijemci tijekom II. svjetskoga rata, a 90-ih je godina promijenila ime u OŠ Petar Zrinski, koje ime nosi do danas.

## Kultura
Dobrovoljno Vatrogasno Društvo Prezid osnovano je na osnivačkoj skupštini 21 svibnja 1886. godine, u privatnoj kući Antuna Žagara gdje su sastavljena i pravila društva.
Pravila su potvrđena 4. rujna 1886. godine od Kraljevsko-Slavonsko-Dalmatinsko-zemaljske vlade, odjel za unutarnje poslove u Zagrebu
Društvo je na samom početku svojim organizatorskim sposobnostima učvrstio općinski bilježnik Mirko Hipšer. Istovremeno nabavlja se oprema, prvo mala dvokolna štrcaljka, nakon toga četverokolna, a 1895. godine nabavljena je velika četverokolna štrcaljka i niz druge prateće opreme. Spomenutu opremu Dobrovoljno vatrogasno društvo čuva kao trajnu dragocjenu muzejsku vrijednost.
Nabavlja se oprema, gradi novi vatrogasni dom 1934. godine. Slavko Mataić Organizira kulturne aktivnosti u Prezidu i osniva tamburice. Uz Vatrogasno društvo Prezid, za vrijeme njegovog života Prezidanci i vatrogasci odavali su mu veliko poštovanje.
Na njegovu želju časno je pokopan na mjesnom groblju Prezid. Njegove zasluge su ogromne za sve mještane Prezida (knjiga sto godina dobrovoljnog vatrogasnog društva Prezid)
Poslije drugog svjetskog rata dvd Prezid postupno se konsolidira, nabavlja se skromna oprema, članstvo se osposobljava vježbama i tečajevima. Organizira se 1966. 80' obljetnica. Tradicija obilježavanja se nastavlja 1976. – 90' obljetnica, 1986. – 100' obljetnica, 1996. – 110 obljetnica i 2006. – 120 obljetnica. Kroz sva ta razdoblja novijeg vremena događale su se raznolike aktivnosti i događaji, kojih ima jako puno, te svako zainteresiran može ih saznati u Prezidu.

## Spomenici i znamenitosti
- Stari Rimski zid Limes
- Spomenik ispred bivšeg Doma kulture
- Vatrogasni dom
- “Spomen zdenac” na Trgu kralja Tomislava
- Zdenac na Obrhu
- Česma na Partizanskom putu
- Spomenik palim borcima ispred zavičajne zbirke
- “Križni put”- duhovna staza
- Bista Ščitomira Vilhara, rad umjetnika Kovač Damjana

## Sakralni objekti
- Crkva Sv. Vida u Prezidu
- Crkvica Marije od 7 žalosti na Kozjem Vrhu u Gorskom kotaru
- Crkvica Sv. Ivana i Pavla u Kranjcima
- Crkvica Sv. Križa na groblju u Prezidu
- Kapelica Sv. Jakova

## Kultura
- Kuća Vesel
- Zavičajna zbirka
- Rekreativna staza Trbuhovica
- Atelijer umjetnika Damjan Kovač, mag. art

## Vanjske poveznice
- Službene stranice grada Čabra  Arhivirana inačica izvorne stranice od 27. studenoga 2020. (Wayback Machine)
- DVD Prezid